# Халаджян, Рафи
Рафи Халаджян (Раффи Аладжян) (арм. Րաֆֆի Հալաջյան, фр. Rafi Haladjian; 8 июня 1961, Бейрут, Ливан) — французский предприниматель армянского происхождения, пионер Интернета вещей. Запустил первый Интернет-провайдер во Франции. Основал около двадцати стартапов в мире технологий. Один из создателей первых в мире умных колонок Nabaztag («кролик» в переводе с арм. языка), за 10 лет до появления аналогичных у Google и Amazon.

## Биография
Рафи Халаджян родился 8 июня 1961 года в Бейруте, Ливан. В 1978 году переехал во Францию и изучал лингвистику. Затем в 1983 году стал работать в сфере телекоммуникаций.
Он является основателем компаний FranceNet, Ozone, Sen.se, Moralscore, соучредителем Violet и других компаний.